# Lindsell
 (avril 2023).
Lindsell est un village et une paroisse civile de l'Essex, en Angleterre.